# Copidognathus pygmaeus
Copidognathus pygmaeus is een mijtensoort uit de familie van de Halacaridae. De wetenschappelijke naam van de soort is voor het eerst geldig gepubliceerd in 1980 door Bartsch.